# AquaDom
L'AquaDom, inauguré en décembre 2003, se trouvait dans le hall d'entrée de l'hôtel Radisson à Berlin, dans le quartier de Mitte.
Il s’agissait du plus grand aquarium du monde intégré à un hôtel et incluant un récif de corail. Constitué d'un gigantesque cylindre de verre acrylique de 25 mètres de haut et 9 mètres de diamètre, il dominait de son imposant volume tout l'intérieur de l'immeuble et abritait 1 500 poissons tropicaux qui nageaient dans un million de litres d'eau salée. Une équipe de plongeurs en scaphandre autonome était responsable pour nettoyer l'aquarium et nourrir les poissons. Il était possible d'accéder à la partie supérieure grâce à un ascenseur installé au centre du cylindre.
Le 16 décembre 2022, vers 5 h 45, l'aquarium explose, entraînant la mort de la grande majorité de la faune qu'il contient, et blessant deux personnes. Des dégâts colossaux sont infligés à l'hôtel, et l'eau contenue dans la structure s'écoule jusque dans la rue adjacente.
Il aurait coûté 12,8 millions d'euro, et a été conçu par Union Investment Real Estate GmbH

## Liens
- AquaDom & Sea Life Berlin